# Гванахуато (Ла Тринитарија)
Гванахуато (шп. Guanajuato) насеље је у Мексику у савезној држави Чијапас у општини Ла Тринитарија. Насеље се налази на надморској висини од 820 м.

## Становништво
Према подацима из 2005. године у насељу су живела 4 становника.

### Хронологија
| Година       | 2000          | 2005 |
| ------------ | ------------- | ---- |
| Становништво | 107 (47 / 60) | 4    |

### Попис
| # | Индикатор                        | Вредност |
| - | -------------------------------- | -------- |
| 1 | Укупно појединачних домаћинстава | 1        |